# Controle interno
De acordo com a FASB (Financial Accounting Standards Board), controle interno consiste num conjunto de políticas e procedimentos que são desenvolvidos e operacionalizados para garantir razoável certeza acerca da confiança que pode ser depositada nas demonstrações financeiras e nos seus processos correlatos, bem como na correta apresentação daquelas demonstrações financeiras, garantindo que foram preparadas de acordo com os  princípios de contabilidade geralmente aceitos e que incluem políticas e procedimentos de manutenção dos registros contábeis, aprovações em níveis adequados e salvaguarda de ativos. 
Segundo o COSO (Committee of Sponsoring Organizations of the Treadway Commission) os controles internos asseguram o atingimento dos objetivos, de maneira correta e tempestiva, com a mínima utilização de recursos.